# ۵۰۰ (عدد)
۵۰۰ (پنج صد یا پانصد) یک عدد طبیعی است که بعد از ۴۹۹ و قبل از ۵۰۱ قرار دارد.